# Starîi Bobrîk, Volodarsk-Volînskîi
Starîi Bobrîk (în ucraineană Старий Бобрик) este un sat în comuna Iahodînka din raionul Volodarsk-Volînskîi, regiunea Jîtomîr, Ucraina.

## Demografie
Componența lingvistică a localității Starîi Bobrîk
     Ucraineană (99,12%)
     Alte limbi (0,88%)
Conform recensământului din 2001, majoritatea populației localității Starîi Bobrîk era vorbitoare de ucraineană (99,12%), existând în minoritate și vorbitori de alte limbi.